# ظرو
ظَرْو (الاسم العلمي: Koelreuteria)، جنس نباتات مُزهرة يتكون من ثلاثة أنواع من فصيلة الصابونية، مواطنها الأصلية في جنوب آسيا وشرق آسيا.
هي أشجار نفضية متوسطة الحجم يصل ارتفاعها إلى 10-20 مترًا (33-66 قدمًا)، أوراقها ريشية أو ثنائية الريش حلزونيًا الشكل. زهورها صغيرة صفراء اللون، تنشأ في عناقيد متفرعة كبيرة بطول 20-50 سم (8-20 بوصة). ثمرتها كبسولية ورقية منفوخة بثلاث فصوص طولها 3-6 سم، وتحتوي على عدة بذور صلبة شبيهة بالجوز بقطر 5-10 مم.
سمى إريك لاكسمان هذا الجنس على اسم جوزيف جوتليب كولروتير، من كارلسروه، ألمانيا.